# Alister Kirby

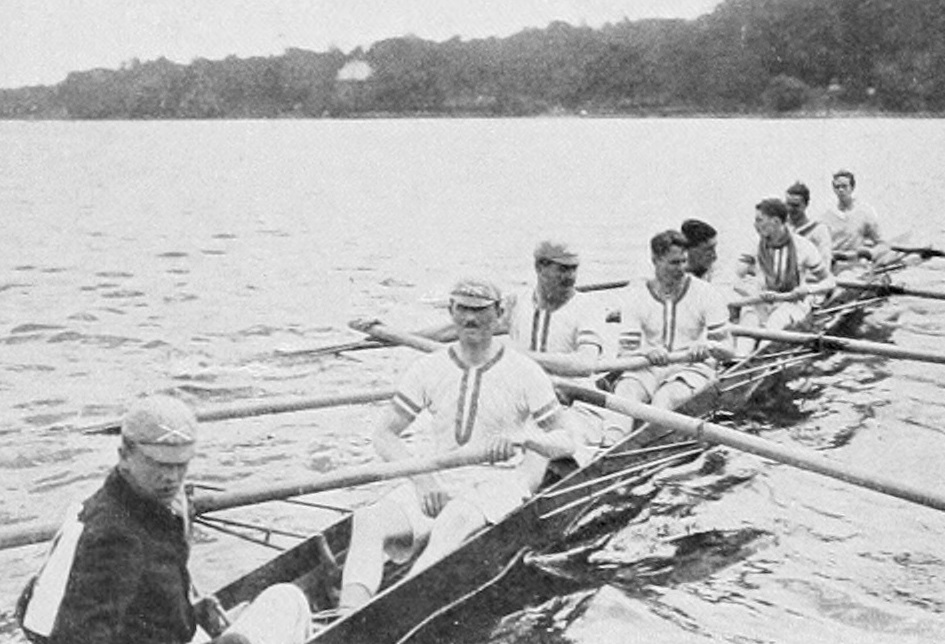
Der Achter des Leander Clubs bei den Olympischen Sommerspielen 1912

Alister Graham Kirby (14. April 1886 in Brompton, West London – 29. März 1917 in Frankreich) war ein britischer Ruderer, der 1912 an den Olympischen Sommerspielen in Stockholm, Schweden teilnahm.
Kirby wurde als Sohn von Arthur Raymond Kirby, einem Bencher Vorstandsmitglied des Lincoln’s Inn, und dessen Frau Gertrude Fleming geboren.
Er wurde am Eton College und Magdalen College in Oxford ausgebildet und ruderte in den Jahren 1906 bis 1909 für die University of Oxford in den Boat Races. Er ruderte jedoch nur bei seiner letzten Teilnahme 1909, als er auch Präsident war, in der Gewinnermannschaft. Er war im Jahr 1909 Präsident des Vincent’s Club, einem elitären Sportverein im Umfeld der University of Oxford. Kirby wurde Mitglied des Leander Clubs und war Kapitän des Vereins-Achters, der die Goldmedaille für Großbritannien während der Ruderwettkämpfe der Olympischen Sommerspiele 1912 gewann. In seinem Achter ruderten Edgar Burgess, Sidney Swann, Ewart Horsfall, James Angus Gillan, Leslie Wormwald, Arthur Garton, Philip Fleming und Steuermann Henry Wells.
Mit Ausbruch des Ersten Weltkriegs wurde er in die London Rifle Brigade, einer Freiwilligeneinheit der British Army, aufgenommen und dort zum Rang des Captains befördert. Er starb 30-jährig an einer Krankheit im Jahre 1917 in Frankreich und wurde auf einer Kriegsgräberstätte in Mazargues nahe Marseille beerdigt.